# Oocyste

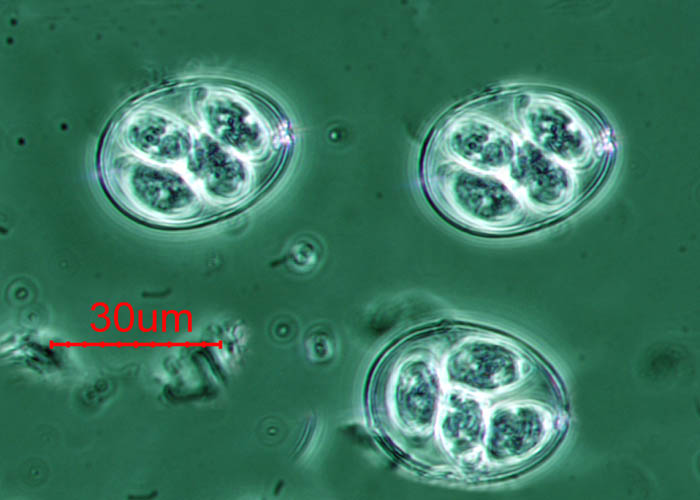

Un oocyste (ou ookyste) est l'œuf encapsulé des  protozoaires sporozoaires. 
Le cycle de vie des apicomplexa (ou sporozoaire) est constitué par une alternance de générations haploïdes et diploïdes, chacune pouvant se multiplier par schizogonie. 
La reproduction sexuée fait intervenir un microgamète mâle qui fusionne avec un macrogamète femelle. Un zygote le plus souvent flagellé est ainsi obtenu. Celui-ci se transforme ensuite en oocyste, forme de résistance car pourvu d'une paroi épaisse. Lorsque les conditions sont réunies, la méiose puis la sporogonie (nombreuses divisions cellulaires) a lieu, donnant naissance à des formes infectieuses haploïdes (les sporozoïtes). 
En fonction du genre, soit l'oocyste entier est appelé sporocyste, soit l'oocyste contient des sporocystes multiples encapsulant des sporozoïtes.